# Calamus asperrimus
Calamus asperrimus är en enhjärtbladig växtart som beskrevs av Carl Ludwig von Blume. Calamus asperrimus ingår i släktet Calamus och familjen Arecaceae. Inga underarter finns listade i Catalogue of Life.